# Cantharis lateralis
Cantharis lateralis är en skalbaggsart som beskrevs av Carl von Linné 1758. Cantharis lateralis ingår i släktet Cantharis, och familjen flugbaggar. Arten är reproducerande i Sverige.

## Bildgalleri

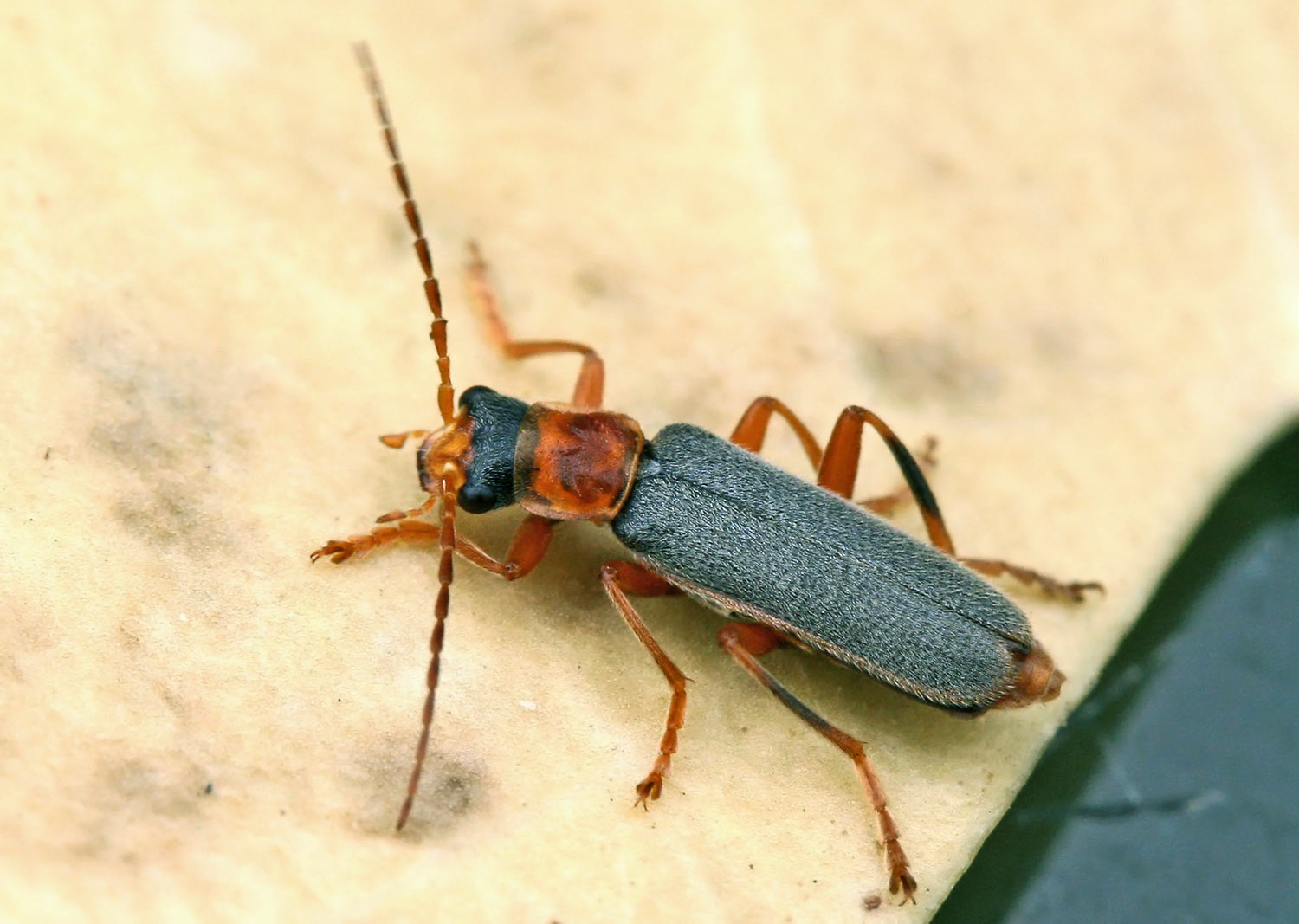